# دیوید اوتور
دیوید اچ اوتور (متولد ۱۹۶۷) یک اقتصاددان آمریکایی و استاد اقتصاد در انستیتوی فناوری ماساچوست (MIT) است. اگرچه اوتور در زمینه‌های مختلفی در اقتصاد نقش داشته‌است، تحقیقات او عموماً روی مباحث مربوط به اقتصاد کار متمرکز است.